# أحمد السروري
أحمد السروري مواليد 9 أغسطس 1998 في اليمن، هو لاعب كرة قدم يمني يلعب مهاجمًا في نادي شباب المحمدية المغربي.

## السيرة

### أهداف دولية
قائمة النتائج والأهداف اليمنية أولاً.
| رقم | التاريخ        | الملعب                               | الخصم     | الأهداف | النتيجة | المنافسة                                      |
| --- | -------------- | ------------------------------------ | --------- | ------- | ------- | --------------------------------------------- |
| 1.  | 12 نوفمبر 2015 | ملعب ريزال التذكاري، مانيلا، الفلبين | الفلبين   | 1–0     | 1–0     | تصفيات كأس العالم 2018 – آسيا المرحلة الثانية |
| 2.  | 17 نوفمبر 2015 | ملعب حمد الكبير، الدوحة، قطر         | أوزبكستان | 1–3     | 1–3     | تصفيات كأس العالم 2018                        |

## وصلات خارجية
- أحمد السروري على موقع إي إس بي إن إف سي (الإنجليزية)
- أحمد السروري على موقع قاعدة بيانات كرة القدم.إي يو (الإنجليزية)
- أحمد السروري على موقع ناشيونال فوتبول تيمز (الإنجليزية)
- أحمد السروري على موقع Soccerway.com (الإنجليزية)
- أحمد السروري على موقع عالم كرة القدم.نت (الإنجليزية)
- أحمد السروري على موقع كووورة